# Mamma gifter sig
Mamma gifter sig är en svensk komedifilm från 1937 i regi av Ivar Johansson. 

## Handling
En änka vill sälja ett icke inkomstbringande hotell som hennes dotter äger. När försäljningsplanerna når dottern bestämmer hon sig för att ta en titt på varför hotellet ska säljas. Hon tar in på hotellet under falskt namn.

## Om filmen
Filmen hade Sverigepremiär den 23 oktober 1937 i Stockholm. Den har aldrig visats i TV.

## Rollista i urval
- Carl Barcklind - godsägare Berner på Björntofta
- Margit Manstad - fru Lena Helling
- Annalisa Ericson - Mona Helling/fröken Svensson, lärarinna
- Nils Ohlin - Folke Berner, godsägarens son
- Georg Funkquist - Ambrosius Andersson, restaurangchef
- Torsten Bergström - hotellportiern
- Hugo Björne - advokat Albert Meyer
- Olle Törnquist - löjtnant Håkan Wallenius
- Lars Seligman - Astervall, hotellvaktmästaren